# 斯特芬·拉斯姆森
斯特芬·拉斯姆森（丹麥語：Steffen Rasmussen，1991年4月15日—），丹麥男子羽毛球運動員。

## 主要比賽成績
只列出曾進入準決賽的國際賽事成績：
| 年份   | 賽事                 | 公開賽級別 | 項目     | 成績   |
| ------ | -------------------- | ---------- | -------- | ------ |
| 2009年 | 歐洲青年羽毛球錦標賽 | 其他       | 混合團體 | 冠軍   |
| 2009年 | 歐洲青年羽毛球錦標賽 | 其他       | 男子單打 | 準決賽 |
| 2009年 | 歐洲青年羽毛球錦標賽 | 其他       | 男子雙打 | 準決賽 |
| 2009年 | 土耳其羽毛球國際賽   | 國際系列賽 | 男子單打 | 準決賽 |
| 2012年 | 匈牙利羽毛球國際賽   | 國際系列賽 | 男子單打 | 準決賽 |
| 2013年 | 克羅地亞羽毛球國際賽 | 國際系列賽 | 男子單打 | 準決賽 |
| 2013年 | 保加利亞羽毛球公開賽 | 國際系列賽 | 男子單打 | 準決賽 |
| 2014年 | 愛沙尼亞羽毛球國際賽 | 國際系列賽 | 男子單打 | 準決賽 |
| 2014年 | 保加利亞羽毛球公開賽 | 國際系列賽 | 男子單打 | 準決賽 |
| 2014年 | 挪威羽毛球國際賽     | 國際系列賽 | 男子單打 | 準決賽 |
| 2014年 | 芬蘭羽毛球國際賽     | 國際系列賽 | 男子單打 | 準決賽 |
| 2015年 | 瑞典羽毛球大師賽     | 國際挑戰賽 | 男子單打 | 準決賽 |
| 2015年 | 芬蘭羽毛球公開賽     | 國際挑戰賽 | 男子單打 | 準決賽 |
| 2015年 | 芬蘭羽毛球國際賽     | 國際系列賽 | 男子單打 | 冠軍   |

| 2007-2017年 | 首要超級賽 | 超級賽 | 黃金大獎賽 | 大獎賽 | 國際挑戰賽 | 國際系列賽 | 未來系列賽 | 其他 |

| 2018-2026年 | 總決賽 | 超級1000賽 | 超級750賽 | 超級500賽 | 超級300賽 | 超級100賽 | 國際挑戰賽 | 國際系列賽 | 未來系列賽 | 其他 |